# Holocryptis melanosticta
Holocryptis melanosticta är en fjärilsart som beskrevs av George Francis Hampson 1910. Holocryptis melanosticta ingår i släktet Holocryptis och familjen nattflyn. Inga underarter finns listade i Catalogue of Life.